# Symphonie no 21 de Michael Haydn
Pour les articles homonymes, voir Symphonie no 21.
La Symphonie no 21 en ré majeur, Perger 42, Sherman 21, MH 272, est une symphonie de Michael Haydn, composée probablement en 1778 à Salzbourg. Cette symphonie est la première des quatre symphonies qui possèdent une introduction lente (les autres symphonies sont les symphonies nos  22, 27 et 30). Ces symphonies sont dépourvues de Menuet.

## Analyse de l'œuvre
Elle comporte trois mouvements :
1. Adagio - Allegro
2. Andante, en la majeur
3. Allegro

Durée d'interprétation : environ 17 minutes.

## Instrumentation
La symphonie est écrite pour 2 hautbois, 2 bassons, 2 cors et les cordes.